# Sächsisches Ständehaus
La Sächsisches Ständehaus (Maison d'Etat de Saxe) est un bâtiment du centre de Dresde, abritant anciennement le Parlement de l'État Libre de Saxe (Landtag). Il abrite actuellement le siège actuel du tribunal régional supérieur de Dresde et du bureau d'État pour la préservation des monuments de Saxe .

## Histoire
Paul Wallot a construit le Sächsisches Ständehaus entre 1901 et 1907. Le Landtag se réunissait auparavant dans le Landhaus.
Lors des raids aériens sur Dresde en février 1945, le Ständehaus a été gravement endommagé.   Après la reconstruction de fortune dans les années 1950, le bâtiment a été reconstruit fidèlement de 1996 à 2001.

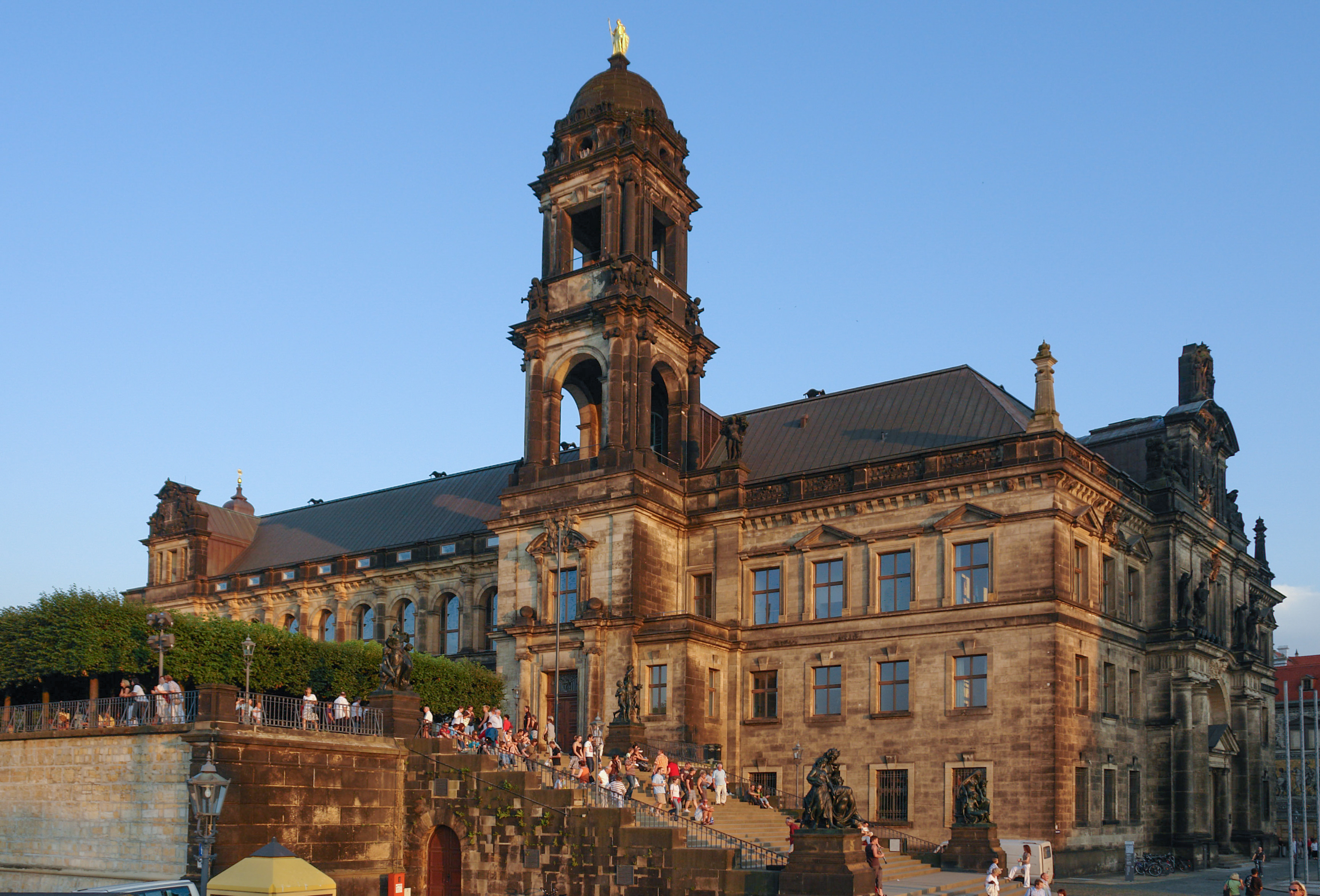
Sächsisches Ständehaus au coucher du soleil